# ビー玉
ビー玉（ビーだま）は、玩具の一種。ガラス製の球で、主に遊戯用・観賞用に用いる。通常のサイズは1.5 - 5センチメートル程度。単色のものや、中に模様の入ったもの、大きい玉、小さい玉といろいろな種類がある。無色透明のものもある。ガラスの他に粘土、鋼、プラスチック、またはメノウで作られるものもある。

## 概要
1897年頃に日本で販売された炭酸飲料(ラムネ)の栓として使われていたガラス玉を取り出し、玩具として使われ出したのがビー玉遊びの普及の始まりである。初期のビー玉は、クレーターのような大きなくぼみや歪みがあるなど、形がいびつなものが多かった。
1933年頃に駄菓子屋等でビー玉単体が商品として販売され始めた。朝鮮半島でも日本統治時代の1936年頃から売られるようになり、ビー玉遊びが普及した。1970年代以前に生まれた年代ではビー玉遊びをしたことのない者はいないほど普及した遊びである。

## 名称
ビー玉の「ビー」はビードロ（vidro、ポルトガル語でガラスのこと）の略である。
古くは「ビードロ玉」もしくは「ビイドロ玉」と呼ばれており、明治時代から大正時代にかけて用例がみられるほか、戦後においても「ビー玉」ではなく「ビードロ玉」と呼称している例がみられる。略称である「ビー玉」の古い用例としては、大正5年（1916年）に執筆された夏目漱石の『明暗』や大正9年（1920年）に執筆された有島武郎の『一房の葡萄』がある。
フランス語ではbille（ビイ）と言う（ビリヤードやルーレットの球もbille）。

### 「語源はB玉」との俗説
ラムネビンの栓として使用するガラス玉の等級をかつて「A玉・B玉」と呼んで区別し、このうち規格外品である「B玉」をおもちゃに転用したものという説も存在する。ただしこの説は1990年以降の書籍にしか見当たらず疑わしいとの指摘がある。
2017年現在日本で唯一のビー玉製造会社である松野工業によれば、戦後大阪でビー玉を製造していた6、7軒の会社のうちどこかが「A玉・B玉」の等級で区分していたという話を聞き、そこから松野工業でも「ビー玉」と呼ぶようになったという。
一方、ラムネメーカーの倉敷鉱泉は、玉に多少のゆがみ・傷があってもビンの口ゴムで問題なく密閉されること、明治から昭和初期の技術で検品は難しいであろうことから「A玉・B玉」の等級の存在自体に否定的な立場を取っている。

## 遊び方
ビー玉遊びには地方によって様々なルールがあるが、その基本ルールは、ビー玉の所有権のやりとりである。多くの場合、自分のビー玉を弾いて相手のビー玉にぶつけて遊ぶが、ぶつけることによって玉の所有権の移転が発生し、ぶつけられた玉はぶつけた者の所有となる。つまり、Aが自身の所有する玉aを、Bの所有する玉bにぶつけた場合、ぶつけられた玉bの所有権は、BからAに移転する。玉を取られた方は、新たな玉を出して再戦に臨む。これを繰り返して、時にBが勝ち、時にAが勝って、玉のやりとりが行われる。このやりとりにさらに数人が加わることも可能で、4〜5人で遊ぶ場合も多い。また、単にぶつけることだけを目的とし、所有権の移転が発生しない取り決めのもとに遊ぶ場合もある。

### ビー玉の弾き方
打撃型：弾くビー玉は弾かれる前の移動がない
この弾き方は、おはじきの弾き方と同様である。打撃型では、身体の中でも硬い部位である爪を用いる。硬い部分を用いることで、力の伝達がし易く、ビー玉のコントロールがし易い。基本的に打撃する部位である指の爪部を他の指の掌側で押さえ、打撃する指の伸ばす力をためる。ある一定以上の力がたまると、打撃する指が押さえから解き放たれて伸展する。この伸展する際の軌道上にビー玉があるとビー玉は弾かれる。
「ビー玉を打撃する部位」と「打撃する指を押さえる部位」との主な組み合わせ
1. 「打撃部位」：人差し指の爪側　「押さえる部位」：同側の手の親指の掌側
2. 「打撃部位」：親指の爪側　「押さえる部位」：同側の手の人差し指の掌側

1と2の方法の他に、1の亜型として、「押さえる部位」は同側の手の親指というのは同じだが、「打撃部位」が中指・薬指・小指などの他の指を用いる方法もある。これは、打撃の力を調整するために用いる。また、同様の趣旨で、1のもう1つの亜型として、反対側の手の一部で「打撃部位」を押さえる方法もある。

圧出型：弾くビー玉を弾く前に動かす必要がある
これは、ビー玉に特徴的な弾き方であるが、全国的に普及している方法かどうかは定かではない。圧出型では、同側の親指と人差し指の各々掌側でビー玉をはさみ、圧力をかけて弾きだす方法である。基本的に、人差し指の爪を下側に、親指の爪を上側にするとコントロールし易い。そのため、前腕の屈側が上になり、打撃型で、前腕の屈側が下になるのとは対照的である。圧出型では、ビー玉を弾く前にビー玉を摘み上げるため、そのビー玉があった位置を指定する必要がある。ビー玉があった場所に圧出する手と同側の小指を置くことで場所を指定し、そこを支点としてピボットのように動かして圧出する方向を決める。また、ビー玉に回転をつけることができるため、カーブやバックスピンなどの多様な球種を用いることができ、さらに、上空に圧出することで立体的な攻撃をすることも可能になる。

## 近畿地方のビー玉の遊び方
近畿地方の一部地域では、「ビーダン」はビー玉そのものを指す呼称であると同時に、ビー玉を使った屋外遊戯の総称でもあった。厳格なルールのもと数段の手順を踏み、最終的にはビー玉のやりとりを目的とした。以下にそのルールを説明する（このルールはかつて近畿地方の一部で遊ばれていたルールであり、あくまで参考資料として記述する。地方・時代により、この遊びそのものの名称・ルール細目・使用される用語等には小異がある）。

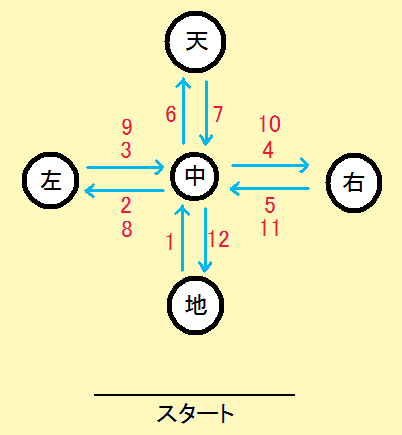
ビーダンにおける十字型の場合の穴の配置と、目標の穴の順番の一例

準備と人数
まず、公園などの地面にいくつかの穴を掘る（右図がその一例）。穴と穴の距離は1〜3m程度とし、穴の大きさは直径3〜15cm程度、深さは浅からず深からずのものが良い。それぞれの穴の大きさや距離を均等に揃える必要はなく、近い穴や遠い穴、入れやすい穴や入れにくい穴が混在していても構わない。プレイヤーの人数は3〜5人が最適だが、2人しかいない場合でも遊べる。
ゲームの開始
右図のスタート地点から、プレイヤー各人が順番に「地」の穴にビー玉を投げ入れることでゲームが開始される。一投で「地」に入れることができれば自ターンは継続し、次の穴に向かう。逆に「地」にうまく入れられなかった場合自ターンは終了し、順番が回ってくるまで自玉は「地」の穴の周辺に放置される。
コースの順序
右図の場合は、「地」の穴から次に向かうべきは「中」の穴である。「中」の次は「左」、「左」から再び「中」に戻って、次は「右」へ、「右」からまた「中」に戻って、その次が「天」である。「左」と「右」はどちらが先でもよいが、必ず両方回らなければならず、両方回ってからでないと「天」に行けない。「天」から「中」に戻り、行きと同様に帰りも「左」と「右」を回って、最後は「中」から「地」に戻る。
鬼（殺し屋）
すべての穴を回って「地」に戻ったプレイヤーは、再びスタート地点から「地」に玉を投げ入れ、「地」に入れることに成功した時点で「鬼」となる（鬼ではなく「殺し屋」とも）。鬼はルート拘束なしにどの穴へも自由に行くことができ、相手プレイヤーの玉を狙って移動する。鬼になったプレイヤーに自玉をぶつけられるとゲームセットであり、ぶつけられた玉は鬼に接収される。ここでようやく所有権の移動が発生する。
玉の射出スタイル
自玉を射出する際、プレイヤーは自玉のあった位置に左手の親指を置き、左の手の平を広げて、左手の小指と右手の小指を絡ませ、右の親指・人差指・中指を使って玉を射出する。したがって、右指の先から玉が射ち出されるポイントは、元々玉があった位置から手の平一個分ほど前方に押し出されている。これは不正行為ではなく、射出の精度を高めるためのスタイルとして許されている。また、穴の中から自玉を射出する際は、穴の渕を自玉の位置とみなし、左手の親指を穴の渕に掛けて同様のスタイルをとる。
ターン終了の条件とワープ
次の穴に入れられなかった時点で自ターンは終了する。逆に、次々と目的の穴に入れることに成功すれば、延々と自ターンが続き、相手プレイヤーに大きく差をつけることができる。また、自玉を相手の玉に当てることができた場合も自ターンが継続する。これは相手玉に当てることにより次の穴へのワープ権が認められ、ワープで次の穴に入ったと見なされるためである。相手玉に当てることができるかどうかはプレイヤーの技量に掛かっており、技量の優るプレイヤーはゲームを有利に展開させることができる。
方向転換
自ターンにおいて、相手玉が自玉の近くに位置している場合がある。相手玉が自玉から片手の平の距離内にある場合、この玉を片手の平の距離内の任意の位置に移動することができる。また、片手の平では届かないが両手の平の距離内にある場合は、自玉との距離はそのままにしておかなければならないものの、自玉から見て任意の角度に移動することができる（自玉aと相手玉bを結ぶ線分を半径に、自玉aを中心とする円cを想定し、その円周上の任意の位置に相手玉bを移動できる）。
ジョンジョン（2ちょこ）
自ターンにおいて自玉が「中」の穴におり、且つ2つの相手玉が「中」の穴から片手の平の距離内に位置している場合、上述の「方向転換」をこの2つの相手玉に適用して、「ジョンジョン」が成立する（別称として「2ちょこ」とも）。自玉を相手玉にあてた場合次の穴へのワープ権が認められることは既に述べたが、「ジョンジョン」とは、2つの相手玉をくっつけて並べ、一回の動作で同時に2つの玉に当て、2つ分のワープ権を得ることである。「中」の穴から2つ分ワープすれば、再び「中」の穴に戻ってくる。ジョンジョンを数回繰り返せば、「左」「右」「天」すべての穴を瞬時に往復したことになり、非常にたやすく鬼になることができる。こうなればもはや勝ったも同然である。
赤子
自玉を相手玉にぶつけた時、その相手玉がフィールドの場外まで弾き飛ばされてしまうことがある。例えばスタートラインの向こう側や、砂場の枠あるいは公園の柵の外など、予め定められたラインを割ってしまった場合、そのプレイヤーの状態はリセットされ、スタートラインに戻って「地」の穴に投げ入れるところから再スタートしなければならない。これを「赤子に戻る」ないし「赤子にされる」と言う。狙って相手玉を眠らせる（次々節参照）のと同様、相手を赤子に戻すのも戦略のうちである。また、赤子のルールは鬼にも適用される。まだ鬼になっていないプレイヤーにとっては、鬼を赤子にすることで形勢逆転を狙うことができる。
ネムリとチョーエキ
間違って次に入るべき穴とは別の穴に入ってしまった場合、その穴の中で「一回休み」の状態を続けなければならない。これを「ネムリ」という。「ネムリ」が解除されるには、次にその穴を訪れたプレーヤーによる「チョーエキ」（懲役）を経なければならない。
「チョーエキ」とは、ネムリの状態で穴の中に入っている相手玉を、自玉を使って弾き出すことを言う。通常プレーにおける自玉の射出によって弾き出すのではなく、ベーゴマを打ち出す動作と同じ動作で、相手玉を無理やり穴から弾き出す。そのため、力が入りすぎた場合などは片方もしくは双方のビー玉が欠けたり割れたりすることもある。チョーエキは3投までとされており、3投以内にネムリ玉を弾き出せなければ、かわりに自分がネムリになってしまう。この時、元のネムリ玉は入れ替わりでネムリを解除される。また、ネムリ玉を穴の外に弾き出すのと同時に、自玉も穴の外に出ていなければならない。ネムリ玉を弾き出したはいいが自玉が穴の中に残ってしまった場合、やはり元のネムリ玉のネムリは解除され、いれかわりで自玉がネムリになる。
ネムリの戦略利用
自玉を相手玉に当てた際、当てられた相手玉が転がって行き、いずれかの穴に入ってしまうことがある。この場合、その相手玉はネムリ玉となる。ネムリは相手のゲーム進行を大幅に遅らせるため、狙って相手玉を眠らせるのも戦略のひとつである。ただしこれにはある程度の技量が要求される。
また、これとは逆に、射出した自玉が相手玉に当たった弾みでたまたま穴に入ってしまうことがある。たとえば順番から言って「左」の穴に入れるべき自玉が、穴のそばにあった相手玉に当たったのちに「左」の穴に入ってしまった場合、相手玉に当たった時点で「左」の穴に入ったものとみなされ、さらに物理的に「左」の穴に入ってしまったわけだから、「左」の穴に2回続けて入ったことになってしまい、ネムリの条件に合致する。
鬼とネムリ
鬼はいかなる場合もネムリにはならない。ネムリの定義上、ネムリが発生する条件は「本来とは違う穴に入ってしまった場合」であり、鬼がどの穴に入ってもいい以上、ネムリの条件を満たさないからである。
また、プレイヤーの一人がネムリに陥っている間に、別のプレイヤーが鬼になってしまうケースがある。この場合、たいていは鬼がチョーエキをすることになるが、鬼がチョーエキを成功させてもゲームオーバーにはならず、ネムリ玉のネムリが解除されてゲームが続行される。なお、鬼はネムリにならないので、3投のチョーエキ失敗によって身代わりのネムリになることもない。鬼によるチョーエキは、ネムリ玉のネムリが解除されるまで延々と続けられる。
鬼のターン終了条件とワープ
鬼のターン終了の条件は、基本的には通常時のターン終了条件と同じである。ただし鬼はルート拘束されないため、「次の穴に入れられなかった時点でターン終了」ではなく、「任意の穴に入れられなかった時点でターン終了」ということになる。また、鬼が自玉を相手玉に当てた場合、相手玉を接収すると同時に、任意の穴にワープすることができる。たいていは残りのプレイヤーが近くにいる穴にワープし、次なる収穫を狙うこととなる。
穴の配置
穴の配置は十字型が一般的ではあるが、必ずしも十字型でなければならないわけではなく、北斗七星の形にしてもよいし、二重ダガーの形にしてもよい。また、それぞれの穴の深さや大きさにバリエーションを持たせたり、十字の交差角度を変えたりすることで、ゲーム性が増す場合もある。十字型自体も創意工夫の結果生まれてきたものであろうし、今後もこの遊びが受け継がれていくなら、新しい定型が生まれる可能性はある。

## 選挙への利用
2016年にガンビアで行われた大統領選挙では、政党名などが書かれたドラム缶にビー玉を落とす方法で投票が行われた。